# Scarabaeus knobeli
Scarabaeus knobeli là một loài bọ cánh cứng trong họ Bọ hung (Scarabaeidae).